# 札幌市交通局5000形電車
札幌市交通局5000形電車（さっぽろしこうつうきょく5000がたでんしゃ）は、札幌市交通局が保有する札幌市営地下鉄の通勤形電車である。南北線のみで運用される。

## 概要
1995年に2000形の老朽取り替えと、ラッシュ時における混雑の緩和を目的に登場した。それまでの2000形や3000形は編成中の客用ドアが片側16ヶ所（1両当たり2ヶ所×8両）しかなかったため、特に乗降客の多い大通駅やさっぽろ駅で乗降に時間を要しダイヤ遅延の原因となっていたほか、1両当たりの全長が13.5m級の小型車両8両編成のためデッドスペースとなる連結部が多く、収容力の面でも課題があった。また、南北線では各駅のホーム長が110m弱で建設されており、大通・北24条・麻生などホーム両端に階段が設置されている駅も存在するため、ホームを延長しての車両増結は不可能な状況にあった。
検討の末編み出されたのが、当時東日本旅客鉄道（JR東日本）の山手線や京浜東北線・根岸線、営団地下鉄（現：東京メトロ）日比谷線、京阪電気鉄道などで導入されていた多扉車のように、客用ドアの数を増やす方法であった。5000形では1両当たりの全長を18m級に大型化し、編成中の客用ドアを24ヶ所（1両当たり4ヶ所×6両）とすることで乗降の円滑化と混雑緩和が図られた。導入の報道発表があった直後は、座席数の減少や従来車両との乗車位置の違いで混乱を招くといった意見もあったが、結果的に専用席は同等の数を確保した。
乗車位置に関しては乗車位置表示の色（緑：旧型車両　青：5000形）で分けて案内することとなった。5000形の導入により南北線の各駅ホームにはLED式案内装置が設置され、「○色の乗車位置でお待ち下さい」という表示で旧型車両と5000形のどちらが到着するのかを案内するようになった。5000形の編成数が少なかった時期は両方の案内があったが、5000形が大半を占めるようになると旧型車両到着時に限られるようになった（LEDによる案内は双方表示されていた）。

## 車体
車体構造は東西線の6000形や東豊線の7000形と同様の18m級片側4扉のボギー車で、従来の2000形や3000形での13.5m・2車体連接構造から大型化された。電動車 (M) と付随車 (T) の構成（MT比）は3M3Tの6両編成で2000形や3000形の8両編成と同一の編成長となっている。
正面デザインは3000形を踏襲して貫通路を左に寄せ、全体的に丸みを帯びている（側面の車体上部も同様）。行先表示器は7000形3次車同様のLED表示（日本語のみ）となっており、運用番号も明示される。カラーリングは東豊線7000形3次車から導入されたスタイルを踏襲し、アイボリーホワイトの車体に、正面貫通路と側面ドアが南北線のラインカラーであるグリーンに塗装されている。
平行カルダン駆動とVVVFインバータ制御を採用し、主変換装置は東芝・三菱電機・日立製作所の各社製を採用し、ゴムタイヤ（専用開発のブリヂストン製ダブルタイヤ）直径は850mmと鉄車輪並みとされた。台車は1本リンク式ボギー台車を採用。また、主回路制御方式が2000形の抵抗制御、3000形の電機子チョッパ制御からVVVFインバータ制御に代わったことで消費電力の削減、保守にかかる費用や負担・煩雑さが軽減された。集電装置もL型上面摺動式から上面摺動一体アーム式に変更されている。
乗務員室の運転席には、シングルレバー式主幹制御器が採用された。また札幌市営地下鉄では初めて車上検査機能・機器モニター機能・運転支援機能を有している。
戸閉装置は従来の電磁空気式から、ベルト連動両開式電磁弁一体式に変更された。これにより客室ドア開閉の際の動作はほぼ無音となった。

## 内装
車内もまた、これまでの札幌市営地下鉄の車両から大きく変化した。
- 片持ち式座席の採用[注釈 7]
- 座席に対し垂直方向（乗降口付近）の吊革の増設
- 六角形貫通路の形状変化
- 連結部の転落防止外幌の設置[注釈 8]
- 運転席と客室の仕切に大型の窓を設置[注釈 9]
- 札幌市営地下鉄では（落成時から）初の自動放送装置採用

など、これまでにない仕様が多数盛り込まれた。また暖房装置や送風装置（冷房機能は無い）も従来車とは異なるものを採用している。

車椅子スペースは、52XX・55XX (XXには編成番号が入る) に設置されている。各ドアの室内側上部には路線図式案内表示器と路線図+LED併合タイプの案内表示器（横浜市営地下鉄3000A形と類似の2段表示式）が交互に設置されている。開戸予告として「このドアが開きます」という表示が各ドアに2つずつ点滅することで、次駅の降り口を分かり易く表示している。
乗降促進ブザー音（車外向けドアブザー）は3000形第2編成以降の編成の音色に準じたものになっている。ただし、視覚障害者に対応することが求められるバリアフリー法基準を満たした車内向けドアチャイムは全編成（後述の新5000形含む）未設置である。 
2018年2月より、第4編成のLED表示器が札幌市営地下鉄では初めてとなるフルカラーのタイプに改良されて営業運転を開始した。（後述）
登場時から現在に至るまで、以下の6両編成で運転されている。
|                        | ← 真駒内麻生 → |          |           |          |          |            |
| 号車                   | 1              | 2        | 3         | 4        | 5        | 6          |
| 車両番号               | 51xx (Tc)      | 52xx (M) | 53xx (M') | 54xx (T) | 55xx (M) | 56xx (T'c) |
| xxには編成番号が入る。 |                |          |           |          |          |            |

登場時点から2024年10月現在まで、北海道における鉄道車両では唯一の4ドア車両である。

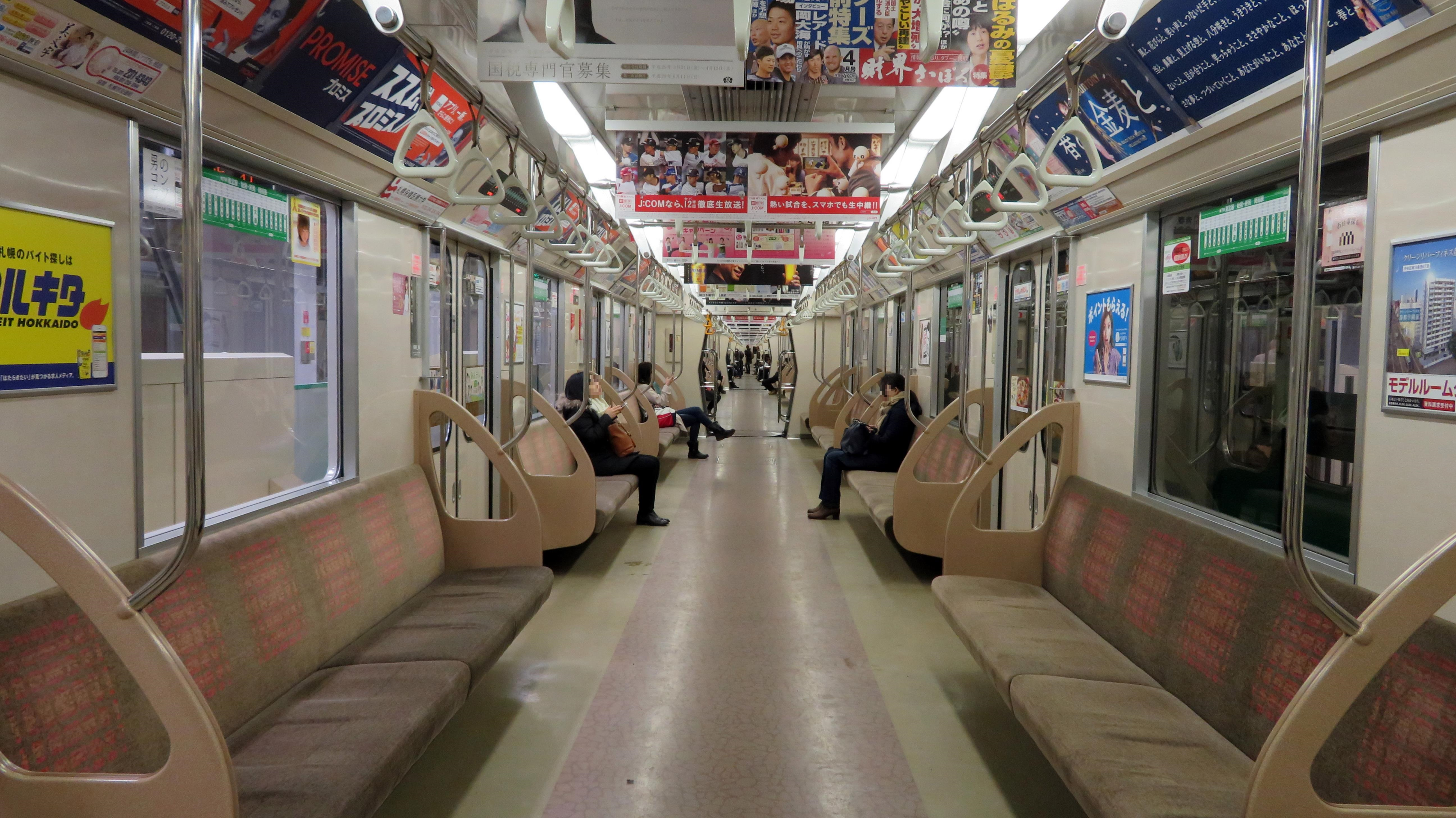
車内
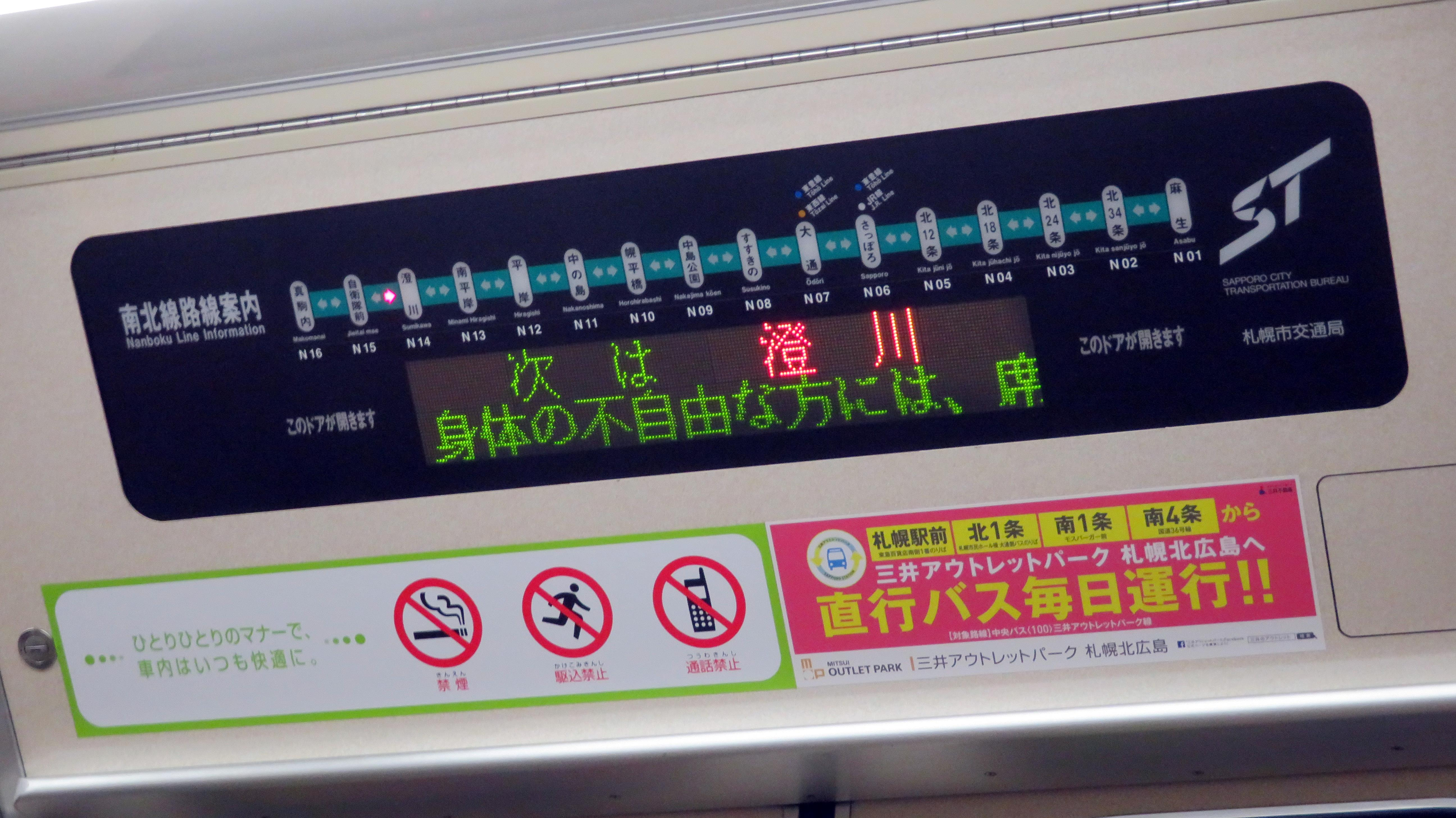
車内案内表示器(LED)

## 第18編成以降での変更点

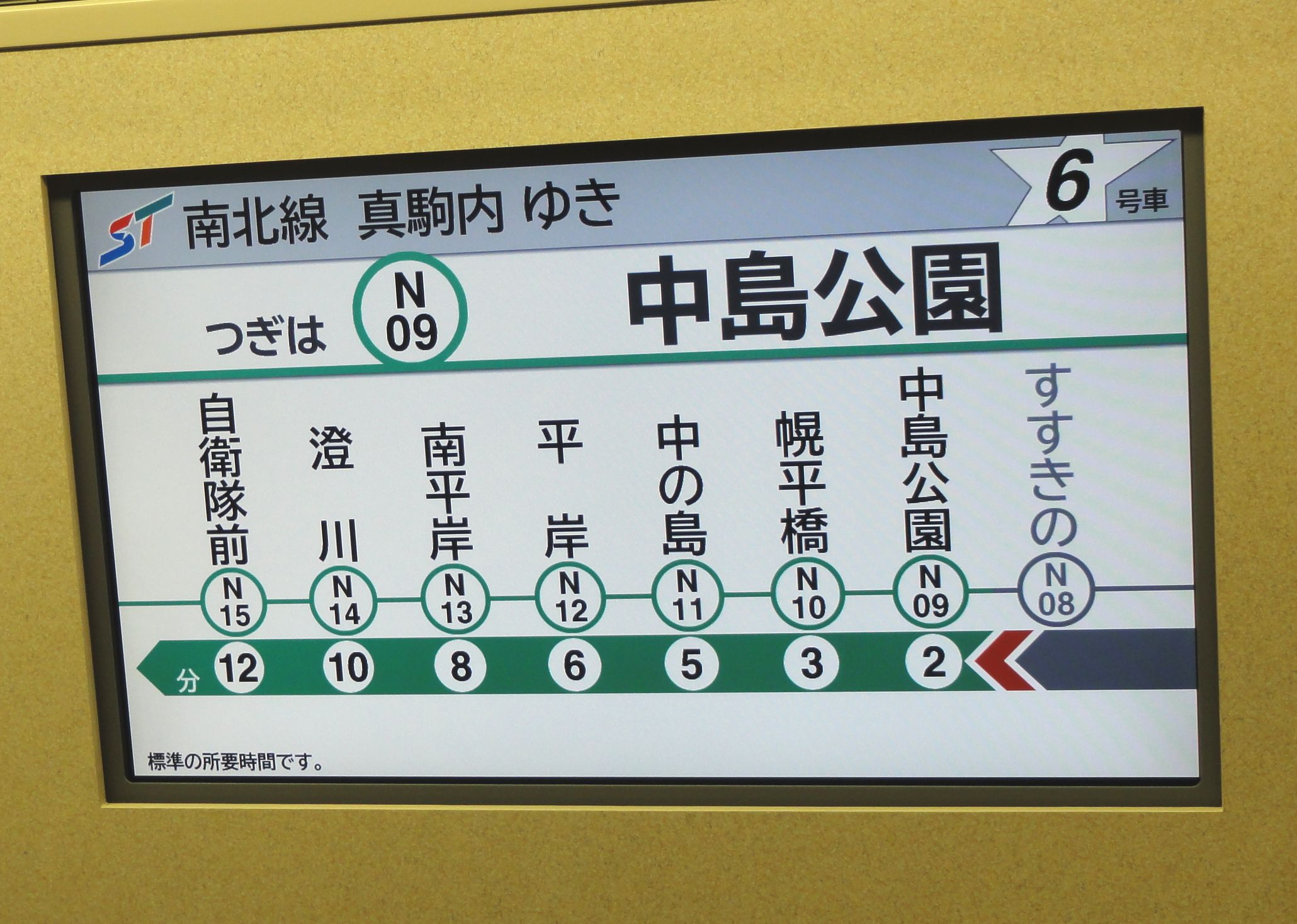
車内案内表示器(LCD)

南北線に残る3000形第2 - 5編成の老朽化に伴い、また2012年度の可動式ホーム柵設置および将来のワンマン運転化を控え、2扉車であるこれらを置き換えるため10年ぶりに5000形が増備されることとなった。外観こそ変化はないが、8000形（2006年度以降増備車）に設置された車両間の強化ガラス製仕切り扉やスタンションポールの設置、蛍光灯カバーの廃止、高低差のある吊革、車内案内表示機の液晶ディスプレイ（LCD）化など、これまでの5000形とは細部が異なる仕様となっている。2009年11月20日より運行開始（第18編成）された。なおこの編成は、北海道初のLCD式車内案内表示器の搭載車両となった。
また、車端部の窓も開閉可能となった。これは2段窓で、上段が下降する仕組みになっている。
LCD式車内案内表示器は各ドア上部右側に1台のみ設置されているが、その左側にはJR東日本のトレインチャンネルなどのような広告用画面の設置スペースが準備されている。通常は蓋が被せられており右側の案内用画面のみ使用されているが、かつて2010年12月15日から2011年1月9日まで、外部業者がディスプレイ48台を無償貸与し第18編成の左側の画面を稼働させ広告実験を行っていたこともある。
2009年の第18編成に続いて2010年に第19編成（11月15日より運行開始）、2011年に第20編成（11月28日より運行開始）が登場し、3000形は2012年3月25日限りで第5編成の営業運転を終了し、南北線車両は全て5000形に統一された。

## 製造
全車川崎重工業製である。

## 改造

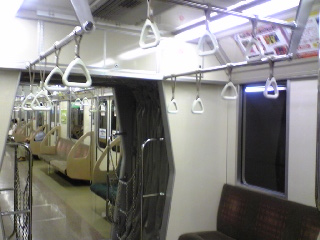
つり革に高低差がついた第2編成車内

- 1997年7月に第1編成の連結面に転落防止用幌の取り付けを行った。
- 2006年夏に第1・第2編成の一部のつり革の高さを低くする改造が施された。これは8000形第4編成以降に施されたものとほぼ同じである。
- 交通局は2009年度から随時ワンマン運転化改造を行う旨を発表、この時市議会に提出された予算計画には「南北線車両ワンマン運転化工事（5編成）」と記されていた。ワンマン運転化改造は、東西線8000形の2005年以前導入車両に施されたものとほぼ同じ内容であり、自動列車運転装置（ATO）を搭載し、2012年6月4日からATOによる自動運転が開始されている。
- 2011年夏には第3編成の先頭車前面のLED式行先表示器が新型のものに取り替えられている。これによって、見た目は第18編成 - 第20編成のものと同様となり、最終的には第1編成 - 第6編成、第10編成が新型のものに取り替えられた。
- 2014年には専用席付近の吊革がオレンジ色のものに交換された。

### フルカラーLED改良

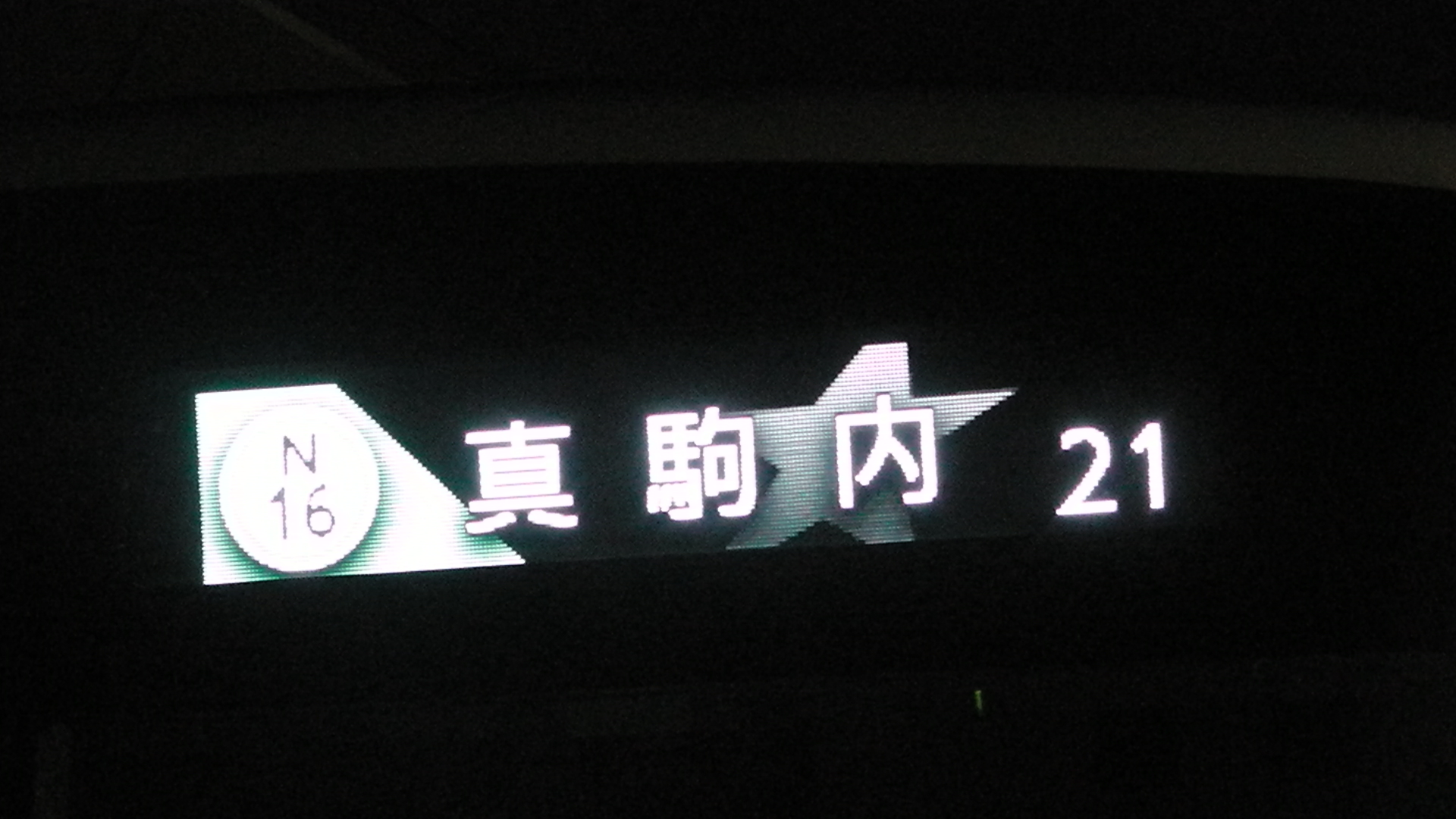
504編成　行先表示

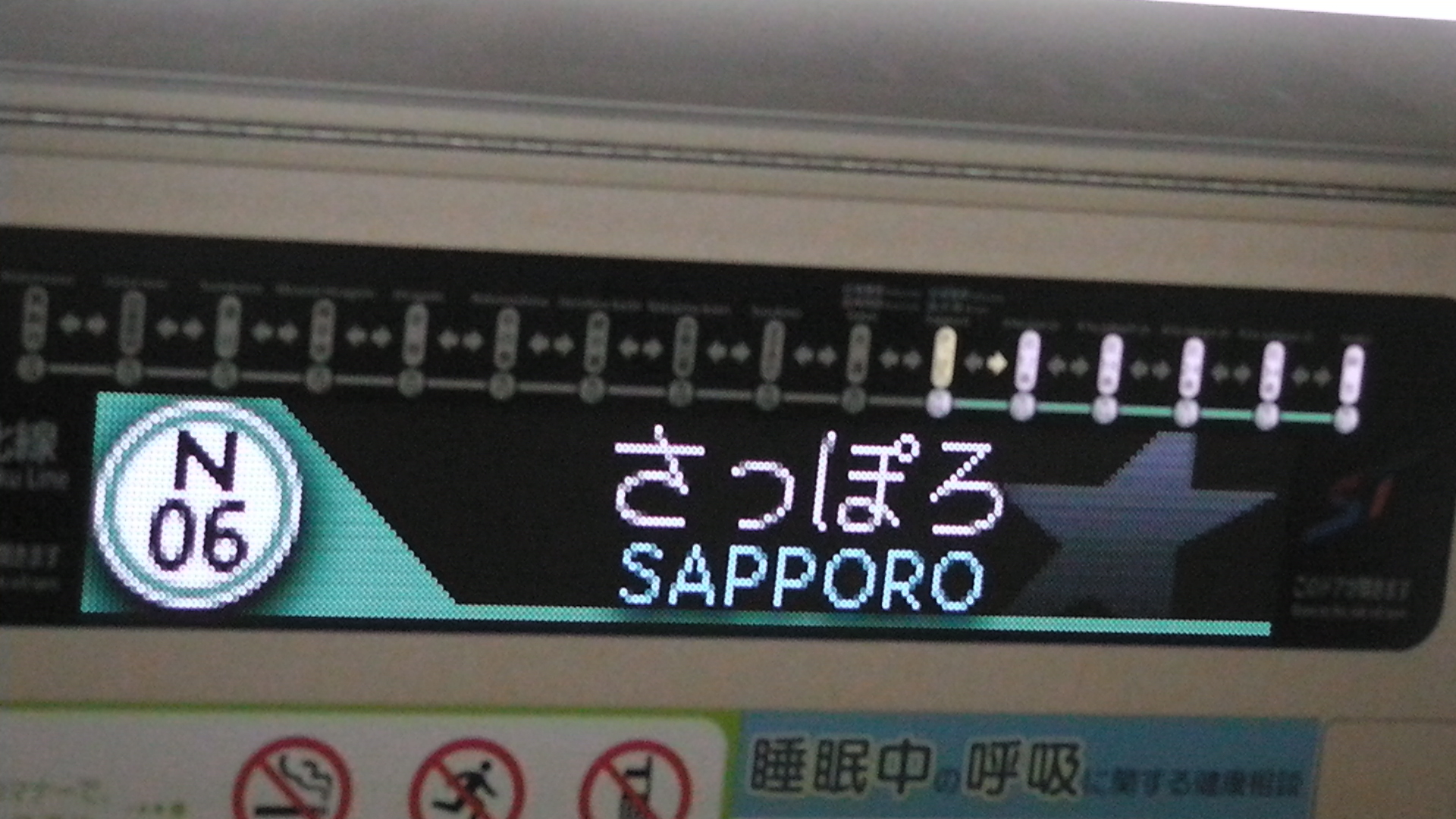
5000形　504編成インジケーター

2018年2月、第4編成の車両正面の行先表示器、並びに車内案内表示器のLED部分が従来までの3色LEDからフルカラーLEDに変更されて試運転を開始、同月17日より営業運転を開始した。この表示器は視覚の個人差を解消するカラーユニバーサルデザインを採用しており、東西線用8000形を含め、2023年度末までの全車更新が計画されている。
仕様は以下の通り。
- 車両正面の行先表示器は日本語と英語が交互に表示される仕様となっており、行先の駅のナンバリングも併せて表示されている。
- 車内案内表示器は1ドットあたりの大きさが従来よりも大きくなり、視認性が高まった。
- 従来の日本語・英語表示に加えてナンバリング表示・中国語・ハングルでの案内が可能となった。
- 各車内案内表示器の上部分と千鳥方式でドア上に設置されたマップ表示も一新、未到達駅名とナンバリングが白点灯表示、通過した駅名や終着駅より先に行かない駅名（自衛隊前行きにおける真駒内駅など）は消灯表示、次の停車駅名は橙色の点滅から白と黄色の交互点滅に変更、駅名同士を結ぶ矢印の点滅・点灯方法は従来通りながらも赤色から黄色へ変更された。
- 「このドアが開きます」ランプも従来通り設置されており、色も橙色点滅から黄色点滅に変更された[注釈 13]。
- 車両正面行先表示器・車内案内表示器それぞれの背景には星のマークが描かれている。
- 2023年4月現在、第1~17編成に設置されている。

## 今後の予定
「札幌市交通事業経営計画」の2024年3月改定版によると、本系列は2030年度から2034年度にかけて新型車両に置き換えられる予定となっている。